# Tight junction protein 2
Protein těsných spojení 2 (anglicky Tight junction protein 2, TJP2), někdy také latinským názvem Zonula occludens 2 (ZO2), je transmembránový protein, kódovaný stejnojmenným genem TJP2, který se nachází v těsných spojeních (tight junction, TJ) epiteliálních a endoteliálních buněk. Kromě těsných spojení může být také lokalizován v jádře buňky, kde se podílí na přenosu jaderného signálu. Mutací genu TJP2 dochází ke strukturním změnám proteinu, což je doprovázeno jeho zvýšenou degradací nebo poruchami funkce. Deficit TJP2 je asociován s rozvojem onemocnění, která postihují především jaterní tkáň

## Struktura
TJP2, protein s molekulovou hmotností 160kDa, je kódován genem TJP2, který je lokalizován na chromozomu 9q21.11. TJP2 je společně s TJP1, TJP3 a Pals řazen do rodiny MAGUK (rodina membránově asociovaných guanylátových kináz), pro kterou je charakteristická přítomnost domén -PDZ, SH3 a GuK. Protein TJP2 je sestaven ze tří PDZ (PDZ1, PDZ2, PDZ3), jedné SH3 a jedné GuK domén. Mezi PDZ1 a PDZ2 doménou se nachází oblast bohatá na bazické aminokyseliny. Oblast bohatá na kyselé aminokyseliny je situovaná na druhém konci proteinu, konkrétně těsně za GuK doménou. Všechny tyto domény mají přesně definovanou velikost a polohu, na rozdíl od prolin bohaté oblasti, která leží na samotném konci proteinu a její variabilní délka se odvíjí od celkové délky proteinu.

### Izoformy TJP2
U člověka totiž existuje 7 popsaných izoforem proteinu TJP2 – A1, A2, A2, C1, C2, izoforma 6 a izoforma 7, což jsou produkty alternativního splicingu, který má vždy počátek v samostatném transkripčním promotoru. Všechny tyto proteinové varianty však mají strukturně konzervovanou část mezi aminokyselinami 23-961 přesně stanovené rozložení charakteristických domén – PDZ1 se v proteinu nachází v rozmezí 23-120 aminokyseliny (AK), PDZ2 v 307-385 AK, PDZ3 v 509-590AK, SH3 v 604-669AK a GuK na 678-876AK. Jednotlivé izoformy se od sebe vzájemně liší pouze svou délkou. V porovnání s délkou základní izoformy TJP2 A1, která je sestavena z 1190 aminokyselin postrádá A2 úsek 961–1107, A3 úsek 994–1190, C1 úsek 1-23, C2 úsek 1-23 a 961–1107, izoforma 6 úsek 961-997 a izoforma 7 má rozdílný počáteční úsek 1-20.  Základní izoformy TJP2A a TJP2C jsou exprimovány téměř ve všech lidských tkáních. Přítomnost TJP2A je typická pro mozek a kosterní svaly, zatímco TJP2C je ve vyšší míře exprimován především v pankreatu, srdci, ledvinách a placentě.

## Funkce

### Těsná buněčná spojení
Protein TJP2 byl poprvé identifikován jako koprecipitační molekula proteinu TJP1 v těsných buněčných spojeních epiteliálních a endoteliálních buněk. Později se ukázalo, že tento protein v rámci těsných spojů interaguje s celou řadou dalších molekul, se kterými se společně podílejí na výstavbě buněčných spojů, transcelulárním transportu tkáňově specifických molekul a udržování osmotické rovnováhy. To vše je umožněno pomocí buněčné komunikace s některými nukleárními faktory a cytoskeletárními proteiny, která je zajištěna prostřednictvím charakteristických domén proteinu. Hlavní funkcí TJP2 je organizace transmembránových proteinů v TJ strandech, která je řízena jeho vzájemnou kooperací cytoskeletárním aktinem skrz prolin bohatou doménu. Nicméně TJP2 se v rámci TJ rovněž váže na okludin, cingulin, členy rodiny claudin a některé adhezivní molekuly (junctional adhesion molecules, JAM).) Jak již bylo zmíněno izoformy TJP2 se vyskytují v široké škále lidských tkání. Kromě mozku, kosterních svalů, pankreatu, srdce a placenty se nacházejí i v ledvinách, kde řídí filtrační aktivitu podocytů nebo v Sertoliho buňkách, kde je součástí testis-krev bariéry.

### Buněčné jádro
TJP2 je lokalizován také v jádře buněk, kde se v interakci s některými transkripčními faktory a DNA-vázajícími proteiny účastní jaderného signálu. Konkrétně se jedná o nukleární exportní signál (NES) a nukleární lokalizační signál (NLS), kterými je regulován import a export proteinů do jádra skrz jaderné póry. Tyto signalizační dráhy jsou ovlivňovány vzájemným působením TJP2 s SC-35 (splicing factor 35), SAF-B (scaffold attachment factor B), PKA, PKC (protein kinase A, C), C/EBP a dalšími. Prokázán byl i vliv TJP2 na proliferaci buněk a apoptózu, prostřednictvím inhibice transkripce cyklinu d1, jehož degradace vede k zablokování buněčného cyklu na úrovní G1 fáze

## Onemocnění
TJP2 často slouží jako diagnostický marker pro některá nádorová onemocnění, například ztráta izoformy TJP2A je detekována při kolorektálním karcinomu a adenokarcinomu prostaty. Celkové snížení exprese TJP2 v plicích může svědčit o přítomnosti plicního adenokarcinomu nebo v testis může znamenat narušení krev-testis bariery a rozvoj testikulárního karcinomu.  Mutace v genu TJP2 způsobuje chybné sbalení proteinu, tudíž neodpovídající terciární konformaci, což má za následek jeho zvýšenou degradací nebo poruchy funkce. Deficit TJP2 je nejčastěji asociován s rozvojem jaterních onemocnění, kdy v důsledku narušení buněčných spojů a jejich netěsnosti dochází k úniku žlučových kyselin do plasmy. Jedním z takových onemocnění je progresivní familiární intrahepatální cholestázy 4. typu, která je vyvolána homozygotní nebo heterozygotní mutací genu TJP2.) Dalším onemocněním spojeným s mutovaným TJP2 a BAAT je familiární hypercholanémie, která se také projevuje zvýšenou koncentrací žlučových kyselin v séru a malabsorpčním syndromem Mutací TJP2 může být také indukován rozvoj hepatocelulárního karcinomu. Kromě jater má TJP2 vliv i na činnost sluchu, kdy jeho zvýšenou expresí mutované formy dochází k iniciaci apoptických molekul, které snižují počet buněk středního ucha, což může mít za následek ztrátu sluchu.